# Сиджан (Альборз)
Сиджан (перс. سیجان‎) — село на севере Ирана, в остане Альборз. Входит в состав шахрестана Кередж. Является частью дехестана (сельского округа) Адеран бахша Асара.

## География
Село находится в восточной части Альборза, в горной местности южной части Эльбурса, на расстоянии приблизительно 14 километров к северо-востоку от Кереджа, административного центра провинции. Абсолютная высота — 2133 метра над уровнем моря.

## Население
По данным переписи 2006 года население села составляло 561 человек (296 мужчин и 265 женщин). В Сиджане насчитывалось 204 домохозяйства. Уровень грамотности населения составлял 81,64 %. Уровень грамотности среди мужчин составлял 85,47 %, среди женщин — 77,36 %.